# Catherine Obianuju Acholonu
Catherine Obianuju Acholonu (26 de octubre de 1951-18 de marzo de 2014) fue una escritora, investigadora y exprofesora de estudios culturales y de género en Nigeria. Sirvió como asesora especial sénior (AES) para el presidente Olusegun Obasanjo en Artes y Cultura y fue miembro de la fundación de la Asociación de Autores Nigerianos (AAN).

## Biografía
Catherine Acholonu nació en Orlu de la familia del Jefe Lazarus Olumba, asistió a escuelas secundarias en Orlu antes de convertirse en la primera mujer africana en obtener una maestría (1977) y un doctorado (1987) en la Universidad de Düsseldorf, Alemania. Ella enseñó en Alvan Ikoku College of Education, Owerri a partir de 1978.
Acholonu fue autora de más de 16 libros, muchos de los cuales se utilizan en escuelas secundarias y universidades en Nigeria y en departamentos de estudios africanos en Estados Unidos y Europa. Sus obras y proyectos contaron con la colaboración y el apoyo de la Agencia de Información de los Estados Unidos (AIEU), el British Council, la Fundación Rockefeller y en 1989 fue invitada a recorrer instituciones educativas en EE. UU. Dando conferencias sobre sus obras bajo el Programa de Visitantes Internacionales de los Estados Unidos. En 1990 el gobierno de los EE. UU. honró a Catherine Acholonu con el premio Programa Fulbright in Residency durante la cual dio conferencias en cuatro universidades del Consorcio de estudios internacionales de Westchester, Nueva York, EE. UU.
Parte de su trabajo la llevó a la esfera más amplia del desarrollo sostenible. En 1986 fue la única nigeriana y una de las dos africanas que participó en la reunión del Grupo de Expertos de las Naciones Unidas sobre "Mujeres, población y desarrollo sostenible: el camino hacia Río, El Cairo y Beijing", organizada conjuntamente por el Fondo de Población de las Naciones Unidas (FPNU), la División para el Adelanto de la Mujer y la División de Desarrollo Sostenible. Esto tuvo lugar en la República Dominicana y se centró en la incorporación de la perspectiva de género en los Planes de Acción de las conferencias mundiales de las Naciones Unidas de Río, Beijing y El Cairo.
De 1999 a 2002 fue asesora especial de arte y cultura del presidente de la República Federal de Nigeria, un puesto del cual renunció para buscar la elección junto con otros escritores que consideraron que su inclusión en la política nigeriana sería para el bueno. Sin embargo, perdió el concurso para la sede del distrito senatorial de Orlu en el estado de Imo y llamó la atención sobre las irregularidades y el fraude.
Recientemente fue nombrada Embajadora del Renacimiento Africano por la Conferencia del Renacimiento Africano con sede en la República de Benín y el único representante de Nigeria en el Foro mundial de las artes y la cultura para la implementación de la Convención de las Naciones Unidas de Lucha contra la Desertificación. La profesora Acholonu tiene varios premios nacionales y extranjeros, ella fue incluida en la lista internacional Quién es Quién de Liderazgo Mundial, Estados Unidos; las escritoras africanas Quién es quién; las 500 mejores mujeres en Nigeria; Quién es quién en Nigeria; y los autores y escritores internacionales Quién es quién, publicados en Cambridge, Reino Unido.
Acholonu fue el director del Centro de Investigación Catherine Acholonu, Abuya (CARC) que cofundó con el embajador (Dr.) Ajay Prabhakar. El centro con sede en Abuya es pionero en la investigación de la prehistoria de África, las inscripciones en piedra, el arte rupestre y el análisis lingüístico de símbolos y medios de comunicación antiguos del continente. Ella sostiene que las inscripciones de arte rupestre nigerianas, conocidas como Ikom Monoliths, demuestran que "los negros africanos del Sub-Sahara poseían un sistema organizado de escritura antes del 2000 B.C." y que ella y sus asistentes pueden traducir estos.
En su libro, Vivieron antes de Adán: orígenes prehistóricos del Igbo, el nunca-sido-gobernado, ella dice que la tradición oral Igbo es consistente con la investigación científica sobre los orígenes de la humanidad. Hablando en la Feria del Libro de Harlem, Acholonu resumió el contenido de su argumento de la siguiente manera:
Nuestra investigación incluye el origen y el significado de los símbolos utilizados en todas las religiones y literatura sacra en todo el mundo. En estos encontramos que el Tanaj, la Cábala de los hebreos y los chinos, los Vedas hindúes y el Ramayana y la Biblia cristiana egipcia recientemente descubierta llamada Nag Hammadi son de inmensa importancia para revelar el conocimiento perdido.Dondequiera que miramos encontramos evidencia que confirmaba las afirmaciones de los genetistas que han estado llevando a cabo la investigación del genoma mitocondrial en cuatro universidades principales aquí en los EE. UU. Que toda la humanidad vino del África subsahariana, que Eva y Adán eran africanos negros. Las tradiciones orales igbo confirman los hallazgos de los genetistas, que para el 208000 B.C. - 208000 B.C. - la evolución humana se interrumpió y Adam, un híbrido, se creó a través del proceso de ingeniería genética. Sin embargo nuestros hallazgos revelan que la creación de Adán fue una escalada hacia abajo en la escala evolutiva porque perdió su esencia divina, se dividió, ya no está completo o saludable. En toda África y en los informes del antiguo Egipto las tradiciones orales y escritas sostienen que las personas homo erectus eran seres celestiales y poseían poderes místicos como telepatía, levitación, bi-ubicación, que sus palabras podían mover rocas y montañas y cambiar el curso de los ríos. Adam perdió todo eso cuando su cerebro derecho fue cerrado por aquellos que lo hicieron.
Acholonu murió el 18 de marzo de 2014 a la edad de 62 años de una insuficiencia renal de un año.

## Obra

### Poemas
- "Ir a casa"
- "La última gota de primavera"
- "Disidentes"
- "Cosecha de guerra"
- "Otras formas de masacre"

Colecciones
- La última gota de la primavera, 1985
- Nigeria en el año 1999, 1985
- Recitar y aprender - Poemas para las escuelas primarias junior, 1986
- Recitar y aprender - Poemas para escuelas primarias, 1986

### Drama/Juegos
- Prueba de los hermosos: una obra de teatro en un acto, Owerri, Nigeria: Totan, 1985
- El trato y quién es el jefe de estado, Owerri, Nigeria: Totan, 1986
- En el corazón de Biafra: una obra de teatro en tres actos, Owerri, Nigeria: C. Acholonu, 1970

### Ensayos y no ficción
- Tradiciones occidentales e indígenas en la literatura igbo moderna, 1985
- Motherism, la alternativa afrocéntrica al feminismo, 1995
- Las raíces igbo de Olaudah Equiano, 1995, revisaron 2007
- La tierra desencadenada: un salto cuántico en la conciencia: una respuesta a la sangre, 1995
- África, la nueva frontera: hacia una teoría literaria verdaderamente global para el siglo XXI. Conferencia entregada a la asociación anual de nigerianos, convención, 2002.
- El código gramatical de Adam africano: libros de piedra y bibliotecas de cuevas, reconstruyendo 450,000 años de civilizaciones perdidas de África, 2005
- Vivieron antes de Adán: orígenes prehistóricos del igbo - el nunca gobernado (Ndi Igbo desde 1.6 millones B.C.), 2009. Ganador de los premios internacionales de libros con sede en los Estados Unidos (2009) en la no ficción multicultural categoría.
- El testamento perdido de los antepasados de Adán: desenterrando Heliópolis / Igbo Ukwu - la ciudad celestial de los Dioses de Egipto y la India, 2010

### Artículos y capítulos
- (con Joyce Ann Penfield), "Procesos lingüísticos de innovación léxica en Igbo". Lingüística antropológica. 22 (1980). 118–130.
- "El papel de los bailarines nigerianos en el drama". Revista de Nigeria. 53,1 (1985). 33-39.
- "El hogar de Olaudah Equiano - Una búsqueda lingüística y antropológica", la revista de literatura de la Commonwealth. 22,1 (1987). 5-16.
- "L'Igbo langue litteraire: Le Cas du Nigeria". [Idioma Igbo literario: el caso de Nigeria.] Notre Librairie: Revue du Livre: Afrique, Caraibes, Ocean Indien. 98 (julio-septiembre de 1989). 26-30.
- "Madre fue un gran hombre". En el libro heinemann de escritura de mujeres africanas. Ed. Charlotte H. Bruner. Londres: Heinemann, 1993. 7-14.
- "Motherism: la alternativa afrocéntrica al feminismo". La revista Konch de Ishmael Reed. (marzo-abril de 2002).